# Karl Schneiderhan
Karl Schneiderhan (* 27. Januar 1933; † 26. April 2024 in Finningen) war ein deutscher Fußballspieler.

## Sportlicher Werdegang
Schneiderhan, der beim TSV Neu-Ulm mit dem Fußballspielen begann, spielte zunächst hauptsächlich für die Amateurmannschaft des TSG Ulm 1846, da er hauptberuflich als Fernfahrer – im Dienst der Spedition des vormaligen Ulmer Spielers Ernst Bertele – unter der Woche deutschlandweit unterwegs war. Im Frühjahr 1962 hatte er seinen Durchbruch in der ersten Mannschaft, als Not am Mann war und er sich als Stopper beim seinerzeitigen Zweitligisten etablierte. Mit den „Spatzen“ stieg er als Vizemeister der II. Division Süd 1961/62  hinter dem KSV Hessen Kassel in die Oberliga Süd auf. Dort bestritt der Abwehrspieler bis zum Sommer 1963 zehn Erstligapartien für den schwäbischen Klub, der die Qualifikation für die neu eingeführte Bundesliga verpasste. In der Folge lief er für den Klub in der zweitklassigen Regionalliga auf, aus der er mit der Mannschaft 1965 abstieg. Noch bis ins hohe Alter war Schneiderhan im Seniorenfußball für den Nachfolgeverein SSV Ulm 1846 aktiv, wobei er dort hauptsächlich als Torwart agierte.
Der aus Finningen (Neu-Ulm) stammende Schneiderhan war bis zu seinem Tode im bayerischen Ort wohnhaft.